# Предводник племства
Предводник племства (рус. предводитель дворянства) је била висока изборна функција у систему сталешке самоуправе и истовремено у систему мјесне самоуправе у Руској Империји од 1785. до 1917. године.
Среског предводника племства је бирала среска племићка скупштина, а избор је потврђивао губернатор. Срески предводник племства је предсједавао среском племићком скупштином, а такође је предсједавао на сједницама среских земских скупштина, среских училилишних савјета, среских одјељења за војне обавезе, среских судова и на сједницама многих других органа.
Губернијског предводника племства бирала је губернијска племићка скупштина, а избор је потврђивао император. Губернијски предводник племства је предсједавао губернијском племићком скупштином и губернијском земском скупштином.
Предводници племства су такође предсједавали на изборним скупштинама и скуповима за изборе за Државну думу.